# Polyommatus albicans
Polyommatus albicans, niña andaluza, es un insecto lepidóptero de la familia de las Lycaenidae, del género Polyommatus.

## Denominaciones
Polyommatus albicans fue descrito en 1851 por Gerhard.
Sinónimo: Lycaena albicans (Herrich-Schäffer, 1852)

## Descripción
Es una pequeña mariposa que presenta un diformismo sexual, la parte superior del macho es casi blanco, adornado de una línea sub marginal de puntos grises, a veces muy descolorido en las alas anteriores. 
En la hembra es marrón con una corta línea submarginal de puntos de color naranja muy descolorida en las alas anteriores.
El dorso del macho es blanco matizado de gris-azul muy claro adornado de una línea sub marginal de puntos claros mientras que la hembra es ocre adornada de puntos marrones y de una línea sub marginal de puntos de color marrón rodeado de color naranja que rodea a las anteriores de puntos marrones.
La envergadura en los machos es de unos 18–21 mm.

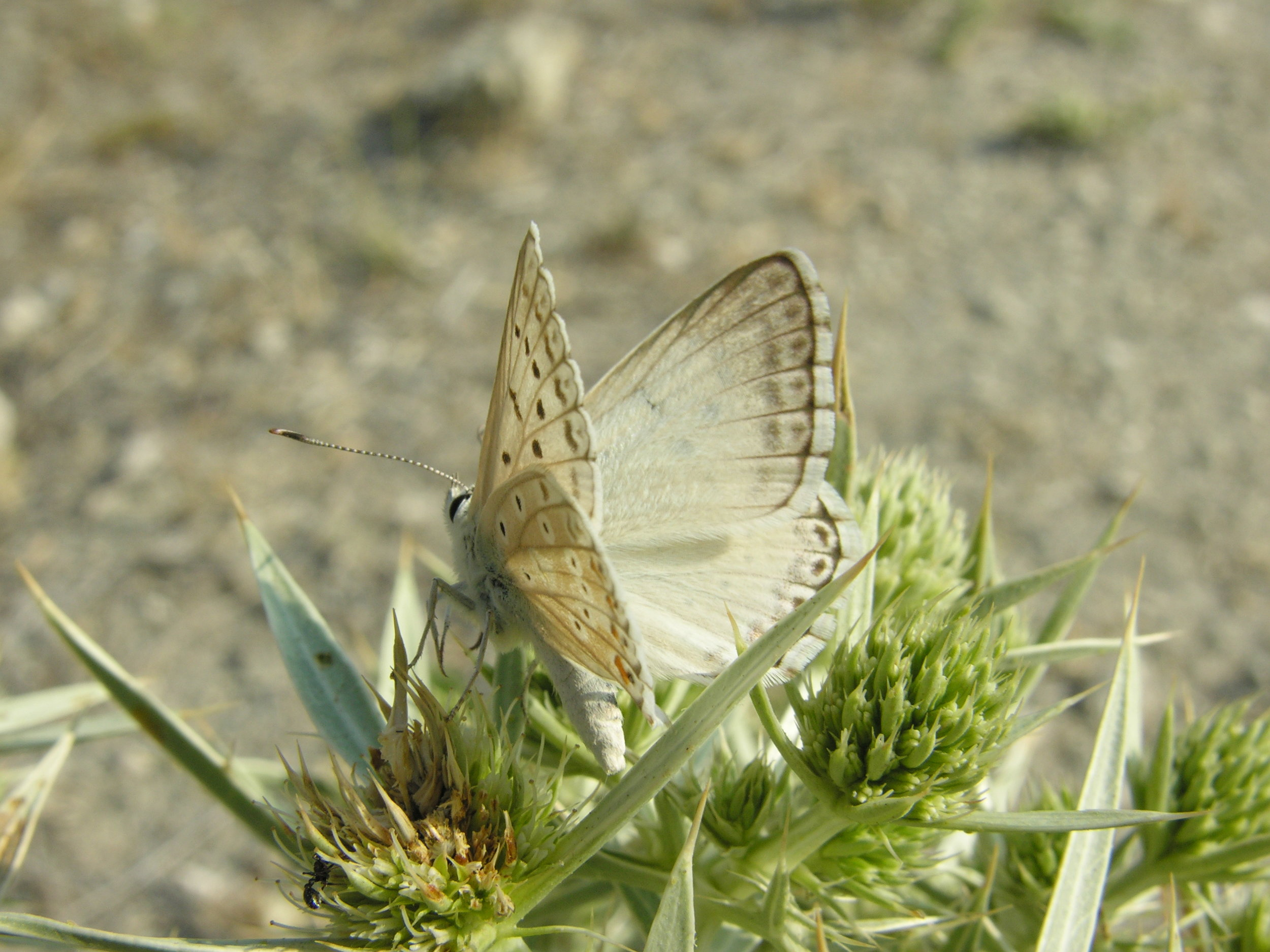
Polyommatus albicans.

## Biología
Las orugas están atendidas por hormigas (mirmecofilia).

### Periodo de vuelo
Univoltina, vuela en una generación, de junio a agosto.

### Plantas hospederas
Sus plantas hospederas son Hippocrepis comosa y Hippocrepis multisiliquosa.

## Distribución
Está presente en España y Marruecos.

### Biotopo
Su hábitat está constituido de lugares secos con flores, entre rocas, de 900 m a 1800 metros.

### Amparo
En España carece de estatus de protección.